# 1991년 12월
| 1991년: 1월 · 2월 · 3월 · 4월 · 5월 · 6월 · 7월 · 8월 · 9월 · 10월 · 11월 · 12월 |

| <            | 1991년 12월 | 1991년 12월 | 1991년 12월 | 1991년 12월 | 1991년 12월 | >          |
| 일           | 월          | 화          | 수          | 목          | 금          | 토         |
| 1 10.26 을사 | 2 27 병오   | 3 28 정미   | 4 29 무신   | 5 30 기유   | 6 11.1 경술 | 7 2 신해   |
| 8 3 임자     | 9 4 계축    | 10 5 갑인   | 11 6 을묘   | 12 7 병진   | 13 8 정사   | 14 9 무오  |
| 15 10 기미   | 16 11 경신  | 17 12 신유  | 18 13 임술  | 19 14 계해  | 20 15 갑자  | 21 16 을축 |
| 22 17 병인   | 23 18 정묘  | 24 19 무진  | 25 20 기사  | 26 21 경오  | 27 22 신미  | 28 23 임신 |
| 29 24 계유   | 30 25 갑술  | 31 26 을해  |             |             |             |            |

| 편집하기 |

## 1991년12월 26일
- 소비에트 연방이 붕괴되었다.

## 1991년12월 24일
- 러시아가 유엔에 가입했다.

## 1991년12월 13일
- 남북기본합의서를 체결하다.

## 1991년12월 9일
- 대한민국의 SBS 텔레비전 방송 개국.